# Francisca Aguirre
Pour les articles homonymes, voir Aguirre.
Francisca Aguirre Benito, née à Alicante en 1930 et morte à Madrid en 2019, est une écrivaine espagnole.
Connue également sous le nom de Paca Aguirre, elle obtient le prix national des lettres espagnoles en 2018.

## Jeunesse
Francisca Aguirre Benito naît au sein d'une famille d'artistes. Elle se forme de façon autodidacte, apprenant auprès de ses parents. Elle commence l'écriture à l'adolescence, inspirée par Pablo Neruda, Miguel Hernández et Vicente Aleixandre. Elle lit clandestinement les œuvres d'Antonio Machado, de Blas de Otero, de José Hierroet de Constantino Kavafis.

## Guerre d'Espagne
À la fin de la guerre d'Espagne, elle doit s'exiler avec sa famille en France. Son père, le peintre républicaine Lorenzo Aguirre, est condamné à mort par la dictature franquiste et exécuté par le garrot en 1942.

## Carrière
Dans les années 50, elle recommence à fréquenter les cercles littéraires de l'Athénée de Madrid et le Café Gijón, où elle se lie avec des écrivains et des poètes tels que Luis Rosales, Gerardo Diego, Miguel Delibes, Antonio Buero Vallejo, Julio Cortázar et Juan Rulfo. Elle appartient à la génération de 50, avec Jaime Gil de Biedma, José Ange Valente, Francisco Brines et Claudio Rodríguez. C'est dans cet environnement littéraire qu'elle rencontre le poète Félix Grande qu'elle épouse en 1963. Le couple s'installe dans le quartier de Chamberí. Leur maison est connue alors comme "l'Ambassade de l'Argentine et du Pérou" en raison des visites d'intellectuels qu'elle reçoit, au cœur du militantisme politique et des idées de mai 68.
À partir de 1971, elle travaille à l'Institut de Culture Hispanique et publie toute sa vie. Elle reçoit le prix national de poésie en 2011.
Sa fille est la poétesse Guadalupe Grande. 
Elle meurt à Madrid le 13 avril 2019.